# Netelia gracilis
Netelia gracilis là một loài tò vò trong họ Ichneumonidae.